# Goto
För andra betydelser, se Goto (olika betydelser).
Goto är en programflödesstyrande sats i vissa imperativa programspråk, bland annat Basic, C, Pascal och C#. Satsen talar om att programexekveringen ovillkorligen ska hoppa till och fortsätta vid en angiven plats, som vanligen identifieras med en etikett (engelska: label) eller ett radnummer, beroende på programspråk. I maskinkod/assembler motsvaras goto av hoppinstruktioner som till exempel jump och branch.
Namnet goto kommer av engelska go to, ’gå till’.

## Användning
Ett exempel i Basic med radnumrering:
```
10
 
PRINT
 
"Programmet startar här."

20
 
GOTO
 
40

30
 
PRINT
 
"Denna rad hoppas över."

40
 
PRINT
 
"Programmet fortsätter här."

```

En goto-sats kan kombineras med en if-sats för att göra hoppet villkorat:
```
20
 
IF
 
I
 
=
 
99
 
THEN
 
GOTO
 
40

```

I kombination med if-satser kan goto användas för att återskapa andra typer av villkorssatser som återfinns i strukturerad programmering. Detta följer av att villkorssatser i maskinkod är implementerade som jämförelser och villkorade hopp.

## Kritik av goto
Goto-satsens plats i högnivåspråk har fått utstå kritik. En åsikt är att den leder till svårläslig kod, som är svår att förändra och uppdatera, och att den leder till spagettikod. Under 1960- och 1970-talen kom många som arbetade inom datavetenskap fram till att program bör använda en strukturerad flödeskontroll med slingor och if-satser.
En kritik av goto framfördes 1968 i ett brev av Edsger Dijkstra, med titeln Go To Statement Considered Harmful . I detta brev argumenterar Dijkstra för att man bör ta bort den okontrollerade användandet av GOTO-satser i högnivåspråk då de försvårade arbetet med att analysera och verifiera programmets korrekthet. En annan synvinkel presenteras i Donald Knuths Structured Programming with go to Statements där flera vanliga programmeringsuppgifter analyserades. Det visade sig att i ett antal av dem var goto den optimala språkkonstruktionen att använda.
Goto kan i vissa fall fungera som den bästa lösningen på ett problem ifall det saknas nödvändiga programkonstruktioner för att det annars ska kunna lösas i ett visst programspråk. Till exempel saknar C stöd för korutiner; sådana kan implementeras med hjälp av goto.